# オーヴァーヒート 最後の制裁
『オーヴァーヒート 最後の制裁』（-さいごのせいさい、原題：除暴、英題：Caught in Time）は、2020年の中国・香港合作映画。中国で1989年から殺人や強盗などを繰り返した実在の凶悪犯ジャン・イェン（張君）をモデルとしたアクション映画。
日本では劇場未公開で、2021年にWOWOWで『チャイナ・ヒート 極悪強盗団vs特別捜査隊』の邦題で放送された後、『オーヴァーヒート 最後の制裁』の邦題で2022年6月3日にDVD化された。

## キャスト
- ジョン・チョン：ワン・チエンユエン
- ジャン・スン：ダニエル・ウー
- ヤン・ウェンジュアン：ジェシー・リー
- ：ミシェール・ワイ
- ：ワン・チャオベイ
- ダーゴウ：シャオチュアン・リー

## スタッフ
- 監督：ラウ・ホーリョン
- 製作：リカ・リャン
- 脚本：ラウ・ホーリョン、レオ・ホン
- 撮影：パーキー・チェン
- 音楽：ジュリアン・チャン、ラム・クワンファイ